# Forstera
Forstera es un género con doce especies de plantas con flores perteneciente a la familia Stylidiaceae.

## Especies seleccionadas
- Forstera bellidifolia
- Forstera bidwillii
- Forstera mackayii
- Forstera sediflora
- Forstera tenella